# Asota semipars
Asota semipars là một loài bướm đêm trong họ Erebidae.